# Frosinone Calcio
Frosinone Calcio är en fotbollsklubb i Frosinone i Latium, Italien, grundad 1906. Under 2000-talet gjorde klubben fem säsonger i Serie B. Klubben spelar sedan säsongen 2023/2024 i Serie A.
Frosinone spelade säsongen 2015/2016 i Italiens högsta serie, Serie A. Säsongen 2016/2017 var de tillbaka i Serie B.

## Kända tidigare spelare
Se också Spelare i Frosinone Calcio
- Zlatko Dedič